# Dzierżążnik (Łankiejmy)
Dzierżążnik (niem. Hartels) – część wsi Łankiejmy w Polsce, położona w województwie warmińsko-mazurskim, w powiecie kętrzyńskim, w gminie Korsze.
W latach 1975–1998 Dzierżążnik administracyjnie należał do województwa olsztyńskiego.

## Ochrona przyrody
Wschodnia część Dzierżążnika, położona bliżej rzeki, jest objęta ochroną w ramach Obszaru Chronionego Krajobrazu Doliny Rzeki Guber, który obejmuje nie tylko obszar Gubra, ale także dolinę Sajny.